# (146) Lucina
Lucina és l'asteroide núm. 146 de la sèrie. Fou descobert el 8 de juny del 1875 a Marsella per l'Alphonse Borrelly (1842-1926). És un asteroide gran i fosc del cinturó principal compost de carboni. El seu nom es deu a la deessa Lucina romana del part, protectora dels éssers humans, i que sovint es representa com a llevadora amb una copa a l'esquerra i una llança a la dreta. El 1982 i el 1989 s'observaren dues ocultacions d'estrelles. En el primer cas un possible satèl·lit natural petit (d'uns 6 km de diàmetre) fou detectat.